# Béziers
Béziers là một xã trong vùng Occitanie, thuộc tỉnh Hérault, quận Béziers. Tọa độ địa lý của xã là 43° 20' vĩ độ bắc, 03° 12' kinh độ đông. Béziers nằm trên độ cao trung bình là 17 mét trên mực nước biển, có điểm thấp nhất là 4 mét và điểm cao nhất là 120 mét. Xã có diện tích 95,48 km², dân số vào thời điểm 1999 là 69.153 người; mật độ dân số là 724 người/km².

## Thông tin nhân khẩu
| 1962   | 1968   | 1975   | 1982   | 1990   | 1999   | 2005   |
| ------ | ------ | ------ | ------ | ------ | ------ | ------ |
| 73 528 | 80 481 | 84 029 | 76 647 | 70 996 | 69 153 | 72 400 |

## Các thành phố kết nghĩa
- Chiclana de la Frontera, Tây Ban Nha
- Heilbronn, Đức
- Stavropol, Nga
- Stockport, Anh

## Nhân vật nổi tiếng
- Edgar Faure, chính trị gia
- Richard Gasquet, vận động viên quần vợt
- Jean Moulin, chỉ huy lực lượng của Résistance trong Chiến tranh thế giới thứ hai
- Yves Nat, nghệ sĩ dương cầm và là nhà soạn nhạc
- Pierre-Paul Riquet, kỹ sư
- Alexandra Rosenfeld, Miss Pháp và Miss châu Âu

## Địa điểm tham quan
- Đại lộ Paul-Riquet, trung tâm của thành phố
- Nhà thờ St. Aphrodise - thế kỉ thứ 11.
- Hôtel de Ville (tòa thị chính)
- Nhà thờ lớn St. Nazaire - thế kỉ thứ 13 và thế kỉ thứ 14 thế kỉ
- Musée des Beaux-Arts (Viện bảo tàng nghệ thuật)